# Falsificación de preferencias
La falsificación de preferencias consiste en la tergiversación una preferencia privada bajo presiones públicas percibidas. Ella implica la selección de una preferencia expresada públicamente que difiere de la preferencia privada subyacente del agente (o, simplemente puesto, una preferencia pública en desacuerdo con la preferencia privada). Frecuentemente, las personas comunican entre sí preferencias que difieren de lo que comunicarían en privado al amparo de condiciones creíbles de anonimato (como por ejemplo en las encuestas de opinión a investigadores o encuestadores ). Los encuestadores pueden usar técnicas como "experimentos de listas" para descubrir la falsificación de preferencias.
El término falsificación de preferencias fue acuñado el universo de las ciencias sociales por Timur Kuran en un artículo de 1987 bajo el título "Chameleon voters and public choice". En asuntos controvertidos que inducen a la falsificación de preferencias, Kuran demuestra, mismo políticas ampliamente consideradas desagradables pueden parecer populares. La distribución de las preferencias públicas, que Kuran define como la opinión pública, puede diferir mucho de la opinión privada, que es la distribución de las preferencias privadas conocidas únicamente por los propios individuos.
Kuran desarrolló las implicaciones teóricas y prácticas de esta observación en un libro de 1995, Private Truths, Public Lies: The Social Consequences of Preference Falsification . Este libro expone su argumentación que la falsificación de preferencias no solo es ubicua sino que tiene enormes consecuencias sociales y políticas. En este libro, Timur Kuran también proporciona un modelo teórico de cómo la falsificación de preferencias da forma a las decisiones colectivas, sostiene la estabilidad social, distorsiona el conocimiento humano y oculta posibilidades políticas.

## La falsificación de preferencias como forma específica de mentira
La falsificación de preferencias tiene el objetivo específicamente a moldear las percepciones que otros tienen sobre las motivaciones propias del agente. Como tal, no todas las formas de mentir implican una falsificación de preferencias. Ocultar malas noticias médicas a una persona con una enfermedad terminal, por ejemplo, es una mentira caritativa. Pero no es una falsificación de preferencias, porque la motivación no es ocultar un deseo.
La falsificación de preferencias no es sinónimo de autocensura, que es simplemente la retención de información. Mientras que la autocensura es un acto pasivo, la falsificación de preferencias es performativa. Ella implica acciones destinadas a proyectar una preferencia artificial.
Otro ejemplo es la votación estratégica, que ocurre cuando, en la privacidad de una cabina electoral, uno vota por el candidato B porque A, el favorito del elector, no puede ganar. Esto implica una manipulación de preferencias pero no una falsificación de preferencias, que es una respuesta a presiones sociales. En una cabina de votación privada, no hay presiones sociales para acomodar ni reacciones sociales para controlar.

## Opinión privada vs. opinión pública
El término opinión pública se usa comúnmente en dos sentidos distintos. El primero es la distribución de las preferencias genuinas de las personas, a menudo medidas a través de encuestas que brindan el anonimato. El segundo significado es la distribución de preferencias que las personas transmiten en espacios públicos, que se mide a través de técnicas de encuesta que permiten emparejar las respuestas con encuestados específicos. Kuran distingue entre los dos significados por claridad analítica, reservando el término la opinión pública solo para el último. Kuran, a cambio, utiliza el término opinión privada para describir la distribución de las preferencias privadas de una sociedad, conocidas sólo por los propios individuos.
En temas socialmente controvertidos, la falsificación de preferencias suele ser generalizada y, por lo general, la opinión pública difiere de la opinión privada.

## Conocimiento privado vs. conocimiento público
Las preferencias privadas sobre un conjunto de opciones descansan en el conocimiento privado , que consiste en los entendimientos que los individuos tienen en sus propias mentes. Una persona que en privado está a favor de reformar el sistema educativo lo hace con la creencia de que, digamos, las escuelas están fallando a los estudiantes y un nuevo plan de estudios les serviría mejor. Pero esta persona no necesita transmitir a los demás su simpatía hacia un nuevo plan de estudios. Para evitar alienar a grupos políticos poderosos, podría pretender considerar óptimo el currículo imperante. En otras palabras, su conocimiento público podría ser una versión distorsionada, si no completamente fabricada, de lo que realmente percibe y entiende.
La falsificación del conocimiento hace que el conocimiento público difiera del conocimiento privado.

## Tres principios basilares de la teoría de Kuran
El libro Private Truths, Public Lies  identifica tres consecuencias sociales básicas de la falsificación de preferencias. distorsión de las decisiones sociales, distorsión del conocimiento privado y discontinuidades sociales imprevistas.

### Distorsión de las decisiones sociales
Entre las consecuencias sociales de la falsificación de preferencias está la distorsión de las decisiones sociales. Al tergiversar la opinión pública, ella corrompe las opciones de políticas públicas de una sociedad. Una manifestación es el conservadurismo colectivo, que Kuran define como la retención de políticas que serían rechazadas en una votación secreta y el rechazo implícito de políticas alternativas que, si se votaran, obtendrían un apoyo estable.
A modo de ilustración, supongamos que una minoría vocal dentro de esta sociedad se dedica a avergonzar a los partidarios de una determinada reforma. Simplemente para proteger su reputación personal, las personas que favorecen la reforma en privado podrían comenzar a pretender estar satisfechas con el statu quo. Al falsificar sus preferencias, harían que la parte percibida de los opositores a la reforma desanimara a otros simpatizantes de la reforma de hacer públicos sus propios deseos de cambio. Con suficientes simpatizantes de la reforma optando por la comodidad a través de la falsificación de preferencias, una clara mayoría a favor de la reforma en privado podría coexistir con una mayoría igualmente clara que se opone públicamente a la misma reforma. En otras palabras, la opinión privada podría apoyar la reforma aun cuando la opinión pública se oponga.  
Una democracia tiene un mecanismo incorporado para corregir las distorsiones en la opinión pública: elecciones periódicas por sufragio secreto. En temas donde la falsificación de preferencias es rampante, las elecciones permiten que mayorías ocultas se hagan escuchar y ejerzan influencia a través de las urnas. La privacidad que brinda el voto secreto permite a los votantes emitir su voto de acuerdo con sus preferencias privadas. A medida que la opinión privada se revela a través de las urnas, los falsificadores de preferencias pueden descubrir, para su buena sorpresa, que forman una mayoría. Pueden inferir que tienen poco que temer al vocalizar honestamente lo que quieren. Esa es la expectativa que subyace a la votación secreta.
En la práctica, sin embargo, las elecciones de voto secreto cumplen imperfectamente su función correctiva prevista. Por un lado, en temas que inducen a una falsificación desenfrenada de preferencias, las elecciones pueden ofrecer pocas opciones. Todos los contendientes serios a menudo tomarán la misma posición, en parte para evitar ser avergonzados y en parte para posicionarse de manera óptima en los espacios políticos para maximizar su atractivo para el electorado. Por otro, en elecciones periódicas los ciudadanos de una democracia votan por representantes o partidos políticos que se presentan a paquetes de políticas. No votan directamente sobre políticas individuales. Por tanto, los mensajes que transmite una ciudadanía democrática a través del voto secreto están necesariamente sujetos a interpretación. Un partido que se opone a una reforma en particular puede ganar debido a sus posiciones sobre otros temas. Sin embargo, su voto puede interpretarse como un rechazo a la reforma.
Sin embargo, el voto secreto periódico limita los daños y consecuencias de la falsificación de preferencias. Él evita que la opinión pública se aleje demasiado de la opinión privada en asuntos críticos para los ciudadanos. Por el contrario, en los regímenes políticos no democráticos no existe ningún mecanismo legal para descubrir opiniones y disidencias ocultas. Por lo tanto, las distorsiones graves de la opinión pública solo se pueden corregir por medios extralegales, como disturbios, golpes de estado y revoluciones.

### Distorsión del conocimiento privado
Las preferencias privadas pueden cambiar a través del aprendizaje. Aprendemos de nuestras experiencias personales y podemos pensar por nosotros mismos. Sin embargo, debido a que nuestros poderes cognitivos estén limitados,  podemos reflexionar exhaustivamente sobre solo una pequeña fracción de los temas sobre los que decidimos, o nos vemos obligados a expresar una preferencia. Por mucho que queramos pensar de manera independiente sobre cada tema, nuestro conocimiento privado inevitablemente se basa en parte en el conocimiento público que ingresa al discurso público : el corpus de suposiciones, observaciones, afirmaciones, argumentos, teorías y opiniones en el dominio público. Por ejemplo, las preferencias privadas de la mayoría de las personas con respecto al comercio internacional se basan, en un grado u otro, en las comunicaciones públicas de otros, ya sea a través de publicaciones, televisión, redes sociales, reuniones de amigos o algún otro medio.
La falsificación de preferencias da forma o remodela el conocimiento privado al distorsionar la sustancia del discurso público. La razón es que, para ocultar con éxito nuestras preferencias privadas, debemos controlar las impresiones que transmitimos. El control efectivo requiere un manejo cuidadoso de nuestro lenguaje corporal pero también del conocimiento que transmitimos públicamente. En otras palabras, la falsificación de preferencias creíble también requiere participar en una falsificación de conocimiento adecuadamente adaptada. 
Para convencer a una audiencia de que estamos a favor de las cuotas comerciales, los hechos y argumentos que apoyen las cuotas deben acompañar nuestra preferencia pública a favor de las cuotas.
La falsificación del conocimiento corrompe y empobrece el conocimiento de dominio público, argumenta Kuran.  Expone a otros a hechos que los falsificadores del conocimiento saben que son falsos. Refuerza la credibilidad de las falsedades. Y oculta información que el falsificador del conocimiento considera verdadera.
La falsificación de preferencias es, por lo tanto, una fuente de percepciones erróneas evitables, incluso de ignorancia, sobre la gama de opciones de política y sobre sus méritos relativos. Este efecto generalmente dañino de la falsificación de preferencias funciona en gran medida a través de la falsificación del conocimiento que la acompaña. Las desventajas de una política, costumbre o régimen en particular podrían haberse apreciado ampliamente en el pasado. Sin embargo, en la medida en que el discurso público excluya la crítica de las opciones públicamente de moda, las objeciones tenderán a ser olvidadas. Entre los mecanismos que producen tal amnesia colectiva. Estos cambios son el reemplazo de la población a través de nacimientos y muertes. Las nuevas generaciones están expuestas no al conocimiento sin filtrar en la cabeza de sus mayores sino, más bien, al conocimiento reconstruido que sus mayores se sienten seguros para comunicar.  Supongamos que a una generación que envejece no le gustó una institución en particular, pero se abstuvo de desafiarla. A falta de experiencias que hagan que a los jóvenes les disguste esa institución, la preservarán para evitar sanciones sociales pero también, quizás principalmente, porque el empobrecimiento del discurso público los ha cegado ante las fallas del statu quo y embotado su capacidad para imaginar mejores alternativas. La preferencia y falsificación de conocimientos de sus padres los habrá dejado en desventaja intelectual. 
A largo plazo, entonces, la falsificación de preferencias trae estrechez intelectual y osificación. En la medida en que deja a las personas sin preparación para criticar las estructuras sociales heredadas, la falsificación de las preferencias actuales deja de ser una fuente de estabilidad política. La gente apoya genuinamente el statu quo, porque la falsificación de preferencias pasadas ha eliminado sus inclinaciones a querer algo diferente.
La posibilidad de tal incapacitación intelectual socialmente inducida es mayor en contextos donde el conocimiento privado proviene en gran medida de otros. Es bajo, aunque no nulo, en asuntos en que la fuente principal de conocimiento privado es la experiencia personal. Otros dos factores influyen en el nivel de ignorancia generado por la falsificación de preferencias. Es más probable que los individuos pierdan contacto con las alternativas al statu quo si la opinión pública alcanza un equilibrio sin disidencia que si algunos disidentes siguen publicitando las ventajas del cambio. Asimismo, la ignorancia generalizada es más probable en una sociedad cerrada que en una abierta a influencias externas.

### Generación de sorpresas
Si el discurso público fuera el único determinante del conocimiento privado, un consenso público, una vez establecido, sería inmutable. De hecho, el conocimiento privado también tiene otros determinantes, y los cambios en ellos pueden hacer que se desmorone un consenso público. Pero este desmoronamiento no tiene por qué ocurrir junto con una creciente oposición privada al statu quo. Por un tiempo, su efecto puede ser simplemente acentuar la falsificación de preferencias  (para conocer la lógica subyacente, véanse también los trabajos de Mark Granovetter, Thomas Schelling, Chien-Chun Yin y Jared Rubin). Así como las tensiones subterráneas pueden acumularse durante décadas sin sacudir el suelo de arriba, los descontentos que se soportan en silencio pueden hacer que la opinión privada siga moviéndose en contra del statu quo sin alterar la opinión pública. Y así como un terremoto puede golpear repentinamente en respuesta a un cambio tectónico intrínsecamente menor, la opinión pública puede cambiar explosivamente en respuesta a un evento de importancia intrínseca menor para los incentivos políticos personales. Resumir la lógica de Kuran requiere considerar los incentivos y desincentivos para expresar una preferencia que probablemente provoque reacciones adversas de los demás.
En la teoría básica de Kuran, la falsificación de preferencias impone un costo al falsificador en forma de resentimiento, ira y humillación por comprometer su individualidad. Y este costo psicológico crece con el grado de falsificación de preferencias. En consecuencia, a un ciudadano le resultará más difícil fingir aprobación de la política establecida si está a favor de una reforma masiva que si está a favor de una reforma suave. Al elegir una preferencia pública con respecto al statu quo, el individuo también debe considerar las consecuencias reputacionales de la preferencia que transmite a los demás. Si los reformistas son estigmatizados y condenados al ostracismo, y los estadistas son recompensados, únicamente desde el punto de vista de la reputación, le resultaría más ventajoso aparecer como un partidario del statu quo. El beneficio reputacional de cualquier elección dada de una preferencia pública depende de la proporción relativa de la sociedad que apoya públicamente cada opción política. Esto se debe a que las recompensas y los castigos de cada campo son realizados por sus propios miembros. Los campamentos forman así grupos de presión. En igualdad de condiciones, cuanto más grande es un grupo de presión, mayor es la presión que ejerce sobre los miembros de la sociedad.
A menos que la política establecida coincida con el ideal privado de un individuo, éste se enfrenta a un compromiso entre los beneficios internos de expresarse con sinceridad y las ventajas externas de ser conocido como un estadista. Para cualquier tema, observa Kuran, las personas pueden aportar diferentes deseos, diferentes necesidades de aprobación social y diferentes necesidades para expresarse con sinceridad. Estas posibilidades implican que las personas pueden diferir en sus respuestas a las presiones sociales predominantes. De dos individuos con mentalidad reformista, uno puede resistir las presiones sociales y expresar su preferencia con sinceridad, mientras que el otro opta por adaptarse a las presiones a través de la falsificación de preferencias. Otra implicación es que los individuos pueden diferir en términos de los incentivos sociales necesarios para hacerles abandonar una preferencia pública por otra. Los puntos de cambio definen los umbrales políticos de los individuos. Los umbrales políticos pueden variar entre individuos por las razones expuestas anteriormente.
Ahora estamos listos para explicar cómo, cuando la opinión privada y la opinión pública están muy separadas, un shock del tipo correcto puede hacer que un número crítico de individuos descontentos alcancen su umbral para expresarse con sinceridad para poner en marcha una cascada de preferencias públicas ( también conocido como carro de preferencias públicas o, cuando la forma de preferencia es clara por el contexto, una cascada de preferencias ). Hasta que se alcanza la masa crítica, los cambios en las disposiciones individuales son invisibles para los extraños, incluso entre sí. Una vez que se alcanza, los cambios en las preferencias públicas impulsan a las personas con umbrales un poco más altos que los de las personas dentro de la masa crítica a agregar sus propias voces al coro de la reforma. Y el apoyo a la reforma sigue alimentándose a sí mismo a través de una creciente presión a favor de la reforma y una presión cada vez menor que favorece el statu quo. Cada incorporación al campo reformista induce nuevas incorporaciones hasta que una porción mucho mayor de la sociedad esté a favor del cambio. Esta cascada de preferencias termina cuando no queda nadie cuyo umbral sea lo suficientemente bajo como para ser arrojado al campo reformista por el cambio previo de otro individuo.
Este crecimiento explosivo en el apoyo público a la reforma equivale a una revolución política. La revolución no se habrá anticipado, porque la falsificación de preferencias había ocultado las corrientes políticas que fluían bajo el paisaje político visible. A pesar de la falta de previsión, la revolución se explicará fácilmente con el beneficio de la retrospectiva. Su ocurrencia reduce el riesgo personal de publicitar la falsificación de preferencias en el pasado. Los relatos de represión expresiva exponen la vulnerabilidad del orden social prerrevolucionario. Aunque muchos de estos cuentos serán completamente ciertos, otros serán exagerados y otros serán mentiras absolutas. De hecho, la revolución crea incentivos para que las personas que durante mucho tiempo estuvieron genuinamente satisfechas con el statu quo finjan que, en el fondo, siempre fueron reformistas esperando el momento prudente para hablar. 
Una buena retrospectiva no implica una buena previsión, insiste Kuran. Comprender por qué se ha sido engañado en el pasado no proporciona inmunidad a ser sorprendido por futuras discontinuidades sociales. Dondequiera que exista una falsificación de preferencias, es posible una ruptura social imprevista.
Kuran desarrolló su teoría de la "revolución imprevista" en un artículo de abril de 1989 que dio la Revolución Francesa de 1789, la Revolución Rusa de febrero de 1917 y la Revolución iraní de 1978-79 como ejemplos de eventos trascendentales que sorprendieron al mundo. .  Cuando cayó el Muro de Berlín en noviembre de 1989, y varios regímenes comunistas de Europa del Este cayeron en rápida sucesión, interpretó la sorpresa a través de una forma ilustrativa de su teoría. Ambos artículos predicen que las sorpresas políticas revolucionarias son un hecho de la vida política; ninguna cantidad de modelado e investigación empírica proporcionará una previsibilidad total mientras las preferencias públicas sean interdependientes y exista la falsificación de preferencias. En un artículo de 1995, enfatizó que su predicción de imprevisibilidad es testable.  Él lo afirma como una proposición: “La ubicuidad de la falsificación de preferencias hace inevitables más sorpresas revolucionarias”.  Esta proposición "puede ser desacreditada", escribió, "construyendo una teoría que prediga con precisión las revoluciones futuras", ilustrando a través de ejemplos que las predicciones necesitarían especificar el momento.